# Meg Ryan
Meg Ryan, ursprungligen Margaret Mary Emily Anne Hyra, född 19 november 1961 i Fairfield, Connecticut, är en amerikansk skådespelare. Ryan är bland annat känd för sina huvudroller i fyra 1990-talsfilmer (När Harry träffade Sally..., Sömnlös i Seattle, French Kiss och Du har mail), vilka tillsammans dragit in över 670 miljoner dollar över hela världen.
Hon var gift med Dennis Quaid åren 1991–2001. Tillsammans har de sonen, skådespelaren Jack Quaid. År 2006 adopterade Meg Ryan en flicka från Kina. Ryan hade ett förhållande med John Mellencamp 2010–2014.

## Biografi

### Uppväxt
Meg Ryan föddes som Margaret Mary Emily Anne Hyra i Fairfield i Connecticut, dotter till Susan Hyra Jordan, en före detta skådespelerska, rollbesättare och engelsklärare, och Harry Hyra, en matematiklärare. Hon har två systrar, Dana och Annie, och en bror som är musiker, Andrew Hyra. De närmaste släktingarna bor i Kanada.
Ryan fick en romersk-katolsk uppfostran, och gick ut Saint Pius X Elementary School i Fairfield. Hennes mor undervisade i sjätte klass i den skolan. Det var också där hon konfirmerade sig och valde Anne som sitt konfirmationsnamn.
Hon utexaminerades från Bethel High School 1979. Hon fortsatte med att studera journalistik vid universitetet i Connecticut och sedan vid New York University, samtidigt som hon gjorde reklamfilmer för att tjäna extra pengar. Hennes framgångar som skådespelare ledde till att hon hoppade av college trots att hon bara hade en termin kvar till examen.

## Utmärkelser
Asteroiden 8353 Megryan är uppkallad efter henne.

## Filmografi i urval
- 1983 – Huset som Gud glömde III
- 1986 – Ärthjärnan – beväpnad och livsfarlig
- 1986 – Top Gun
- 1987 – 24-timmarsjakten
- 1988 – Presidio - Brottsplatsen
- 1989 – När Harry träffade Sally...
- 1990 – Joe och vulkanen
- 1991 – The Doors
- 1992 – En kyss för mycket
- 1993 – Sömnlös i Seattle
- 1993 – Ondskan är tålmodig
- 1994 – I.Q.
- 1994 – When a Man Loves a Woman
- 1995 – French Kiss
- 1995 – Kungen & älskarinnan
- 1996 – I sanningens namn
- 1997 – Hämnden är ljuv
- 1997 – Anastasia (röst)
- 1998 – Änglarnas stad
- 1998 – Du har mail
- 2000 – Proof of Life
- 2000 – Hanging Up
- 2001 – Kate & Leopold
- 2003 – In the Cut
- 2004 – Against the Ropes
- 2007 – Simpsons (gäströst i TV-serie, avsnittet "Yokel Chords")
- 2007 – In the Land of Women
- 2008 – My Mom's New Boyfriend
- 2008 – The Women
- 2009 – Serious Moonlight
- 2015 – Ithaca (även regi)